# صعود الشر المميت
صعود الشر المميت (بالإنجليزية: Evil Dead Rise)‏ هو فيلم رعب خارق للطبيعة أمريكي لعام 2023 الفيلم الخامس من سلسلة أفلام الشر المميت، من بطولة أليسا ساذرلاند وليلي سوليفان.

## روابط خارجية
صعود الشر المميت على موقع IMDb (الإنجليزية)
- صعود الشر المميت على موقع ميتاكريتيك (الإنجليزية)
- صعود الشر المميت على موقع روتن توميتوز (الإنجليزية)
- صعود الشر المميت على موقع ألو سيني (الفرنسية)
- صعود الشر المميت على موقع أول موفي (الإنجليزية)
- صعود الشر المميت على موقع فيلمافينيتي (الإسبانية)
- صعود الشر المميت على موقع قاعدة بيانات الأفلام السويدية (السويدية)
- صعود الشر المميت على موقع قاعدة بيانات الفيلم (الإنجليزية)
- صعود الشر المميت على موقع ليتربوكسد (الإنجليزية)
- صعود الشر المميت على موقع كينوبويسك (الروسية)